# Almens
Almens ([alˈməns]; rätoromanisch Almen [(d)ɐlmˈɛn]) ist ein Dorf in der politischen Gemeinde Domleschg, die im Kreis Domleschg in der Region Viamala im Schweizer Kanton Graubünden liegt.
Bis am 31. Dezember 2014 war Almens eine eigene politische Gemeinde. Am 1. Januar 2015 fusionierte sie mit den Gemeinden Paspels, Pratval, Rodels und Tomils zur neuen Gemeinde Domleschg. 

## Geographie
Almens ist ein Haufendorf auf einer leicht geneigten Terrasse über der rechten Seite des Hinterrheins im Domleschg. Vom gesamten ehemaligen Gemeindeareal von 836 ha sind 380 ha Wald, 283 ha landwirtschaftliche Nutzfläche (meist Alpsässen), 159 ha unproduktive Fläche (meist Gebirge) und 14 ha Siedlungsgebiet.
Die einstige Gemeinde Almens grenzte an Churwalden, Fürstenau, Scharans, Trans und Vaz/Obervaz.

## Geschichte

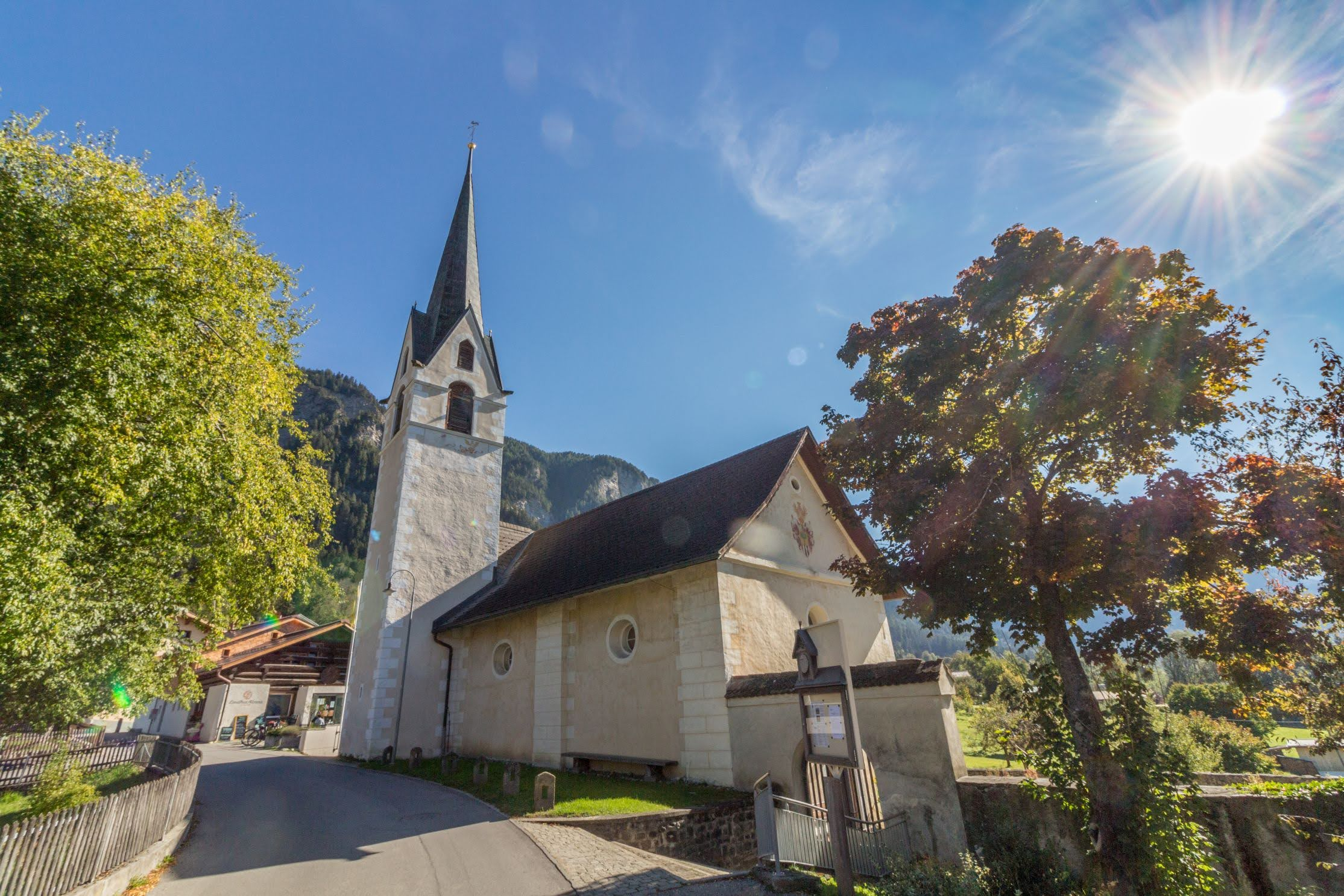
Reformierte Kirche

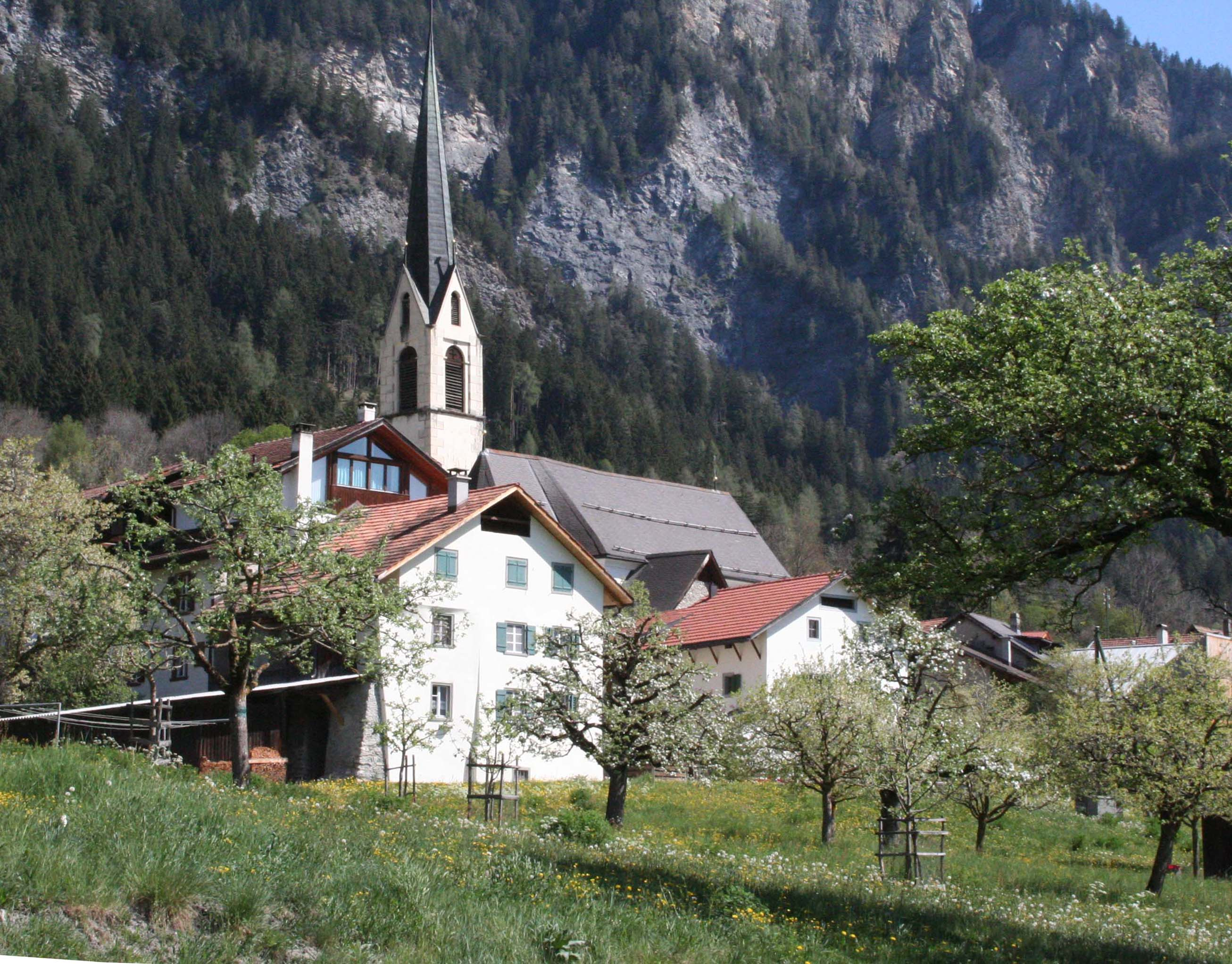
Katholische Kirche

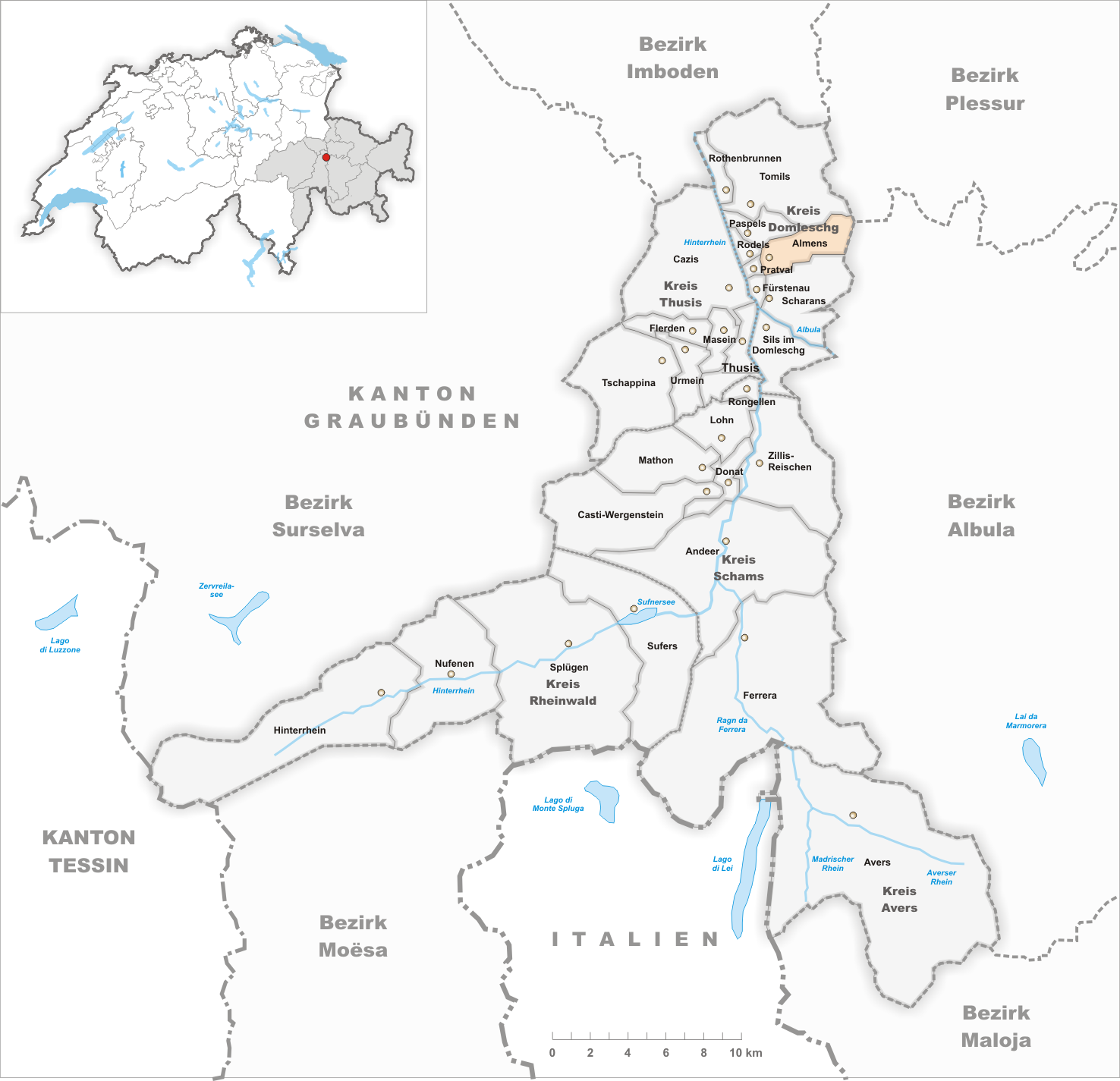
Gemeindestand vor der Fusion am 1. Januar 2015

Der Ortsname ist in einer Abschrift aus dem 16. Jahrhundert einer Urkunde aus der ersten Hälfte des 9. Jahrhunderts genannt (de Lemenne). 1156 erscheint er als Lumins, 1222 als Luminnes, 1329 als Alminze (mit agglutinierter Präposition und Ausfall des Vokals in der folgenden Silbe). Er könnte auf den vorrömischen Personennamen Lumenno/Lumenus zurückgehen.
926 schenkte König Heinrich I. Almens dem Bischof von Chur, der unter anderem von hier aus seine Territorialhoheit im innern Domleschg ausbaute. Die Reste eines Wohnturms stammen wohl vom Sitz des bischöflichen Meiers. Nach 1200 kamen Teile des Grosshofs Almens intensive Schafwirtschaft und Rebbau zum Kloster Churwalden. Die Walsersiedlung Schall oberhalb von Almens soll im 17. Jahrhundert verlassen worden sein.
Ab 1592 erfolgte die Reformation. 1694 baute der Bischof im paritätischen Almens gegen Überlassung der bestehenden Kirche St. Andreas (Pfarrei 1410 erwähnt) den Protestanten ein Gotteshaus. Die letzten bischöflichen Herrschaftsrechte wurden 1709 ausgekauft. Bis 1851 war Almens Nachbarschaft der Gerichtsgemeinde Fürstenau.
Das milde Klima ermöglichte neben Ackerbau und Viehwirtschaft ausgedehnten Obstbau. 1909 wurde der Fahrweg zur Talstrasse ausgebaut. 1990 zählten neun der 22 Arbeitsplätze in Almens zum ersten Wirtschaftssektor. Durch die Bevölkerungszunahme nach 1970 erhöhte sich die Zahl der Wegpendler. Er betrug 1990 71 Prozent. Zu Beginn des 21. Jahrhunderts war Almens Landsgemeindeort des Kreises.

## Wappen
| Wappen von Almens | Blasonierung: «In Gold (Gelb) ein bewurzeltes grünes Apfelbäumchen mit drei roten Früchten» |
| Wappen von Almens | nach einem Siegel der Gemeinde                                                              |

## Bevölkerung
| Jahr      | 1803 | 1850 | 1879 | 1900 | 1910 | 1950 | 1970 | 1980 | 1990 | 2000 | 2014 |
| Einwohner | 201* | 226  | 270  | 217  | 205  | 252  | 133  | 179  | 200  | 217  | 225  |

* mit Pratval, bis 1845
Bis 1870 stieg die Einwohnerzahl stark an, stagnierte dann für ein Jahrzehnt – und ging anschliessend bis 1910 durch Abwanderung in die Industriegebiete stark zurück (1880–1910: −23,5 %). Doch erreichte sie 1941 wegen eines beständig anhaltenden Wachstums beinahe wieder die Marke von 1880. Ab 1950 folgte bis 1970 eine zweite Abwanderungswelle, die noch stärker war als die erste (1950–1970: −47 %). Bis ins Jahr 2000 wuchs die Bevölkerung wieder. Gründe dafür sind die relative Nähe zum Unterland, die Motorisierung, Pendlerbewegung statt ständige Abwanderung und der Drang der Stadtbevölkerung nach einem Wohnsitz im Grünen. Derzeit stagniert die Bewohnerzahl bei etwas über 200 Einwohnern.

### Sprachen
Ursprünglich gehörte die ehemalige Gemeinde zum rätoromanischen Sprachgebiet. Vor rund hundert Jahren fand der Sprachwechsel zum Deutschen hin statt. Denn während 1888 noch 66 % Romanisch sprachen, waren es 1920 nur noch 44 %. Heute ist die ehemalige Gemeinde beinahe einsprachig deutsch.
| Sprachen      | Volkszählung 1980 | Volkszählung 1980 | Volkszählung 1990 | Volkszählung 1990 | Volkszählung 2000 | Volkszählung 2000 |
| Sprachen      | Anzahl            | Anteil            | Anzahl            | Anteil            | Anzahl            | Anteil            |
| ------------- | ----------------- | ----------------- | ----------------- | ----------------- | ----------------- | ----------------- |
| Deutsch       | 158               | 88,27 %           | 185               | 92,50 %           | 208               | 95,85 %           |
| Rätoromanisch | 18                | 10,06 %           | 10                | 5,00 %            | 6                 | 2,76 %            |
| Einwohner     | 179               | 100 %             | 200               | 100 %             | 217               | 100 %             |

### Religionen – Konfessionen

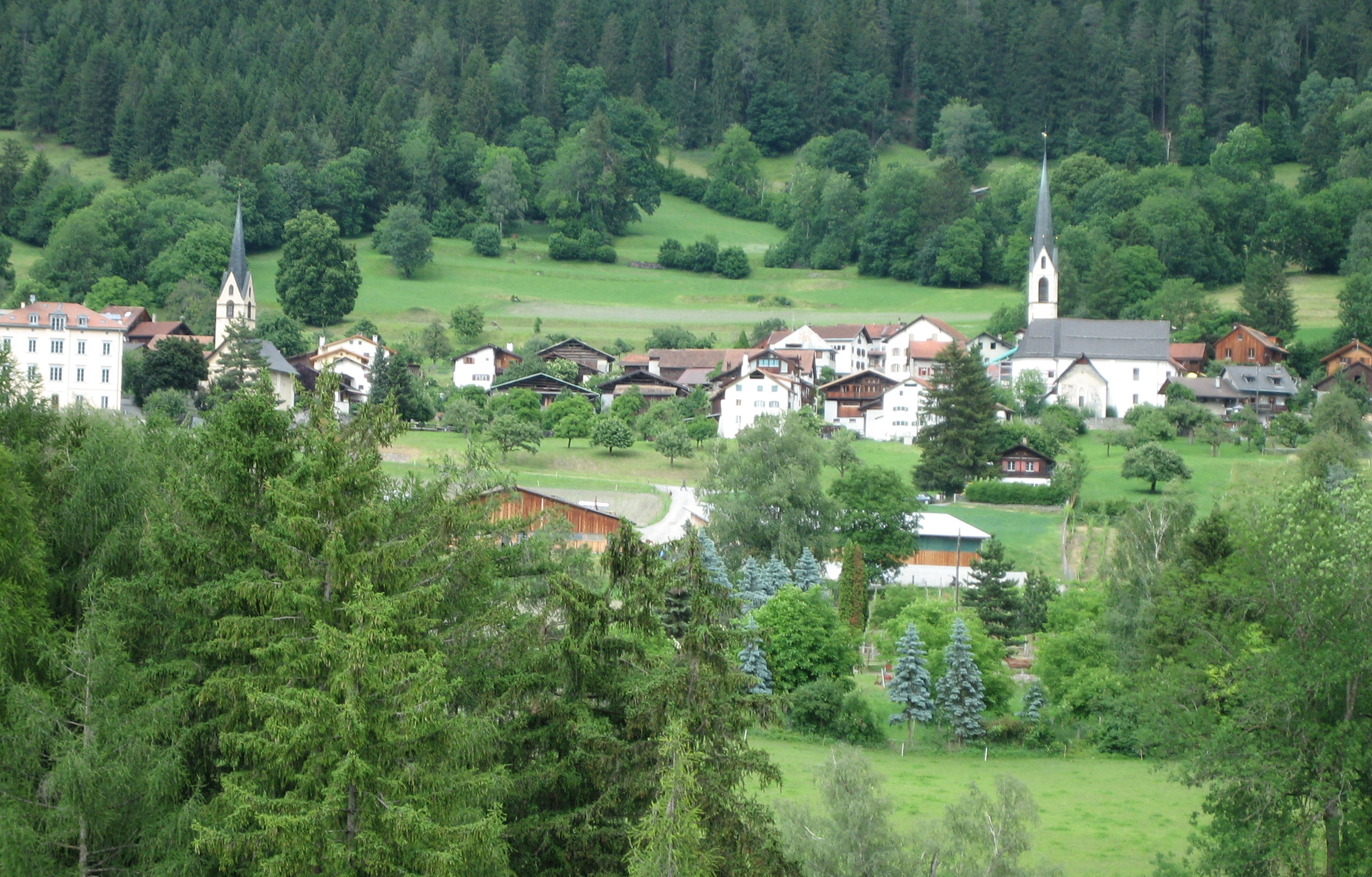
Die beiden Kirchen von Almens, links reformiert, rechts katholisch

Almens gehörte zu den sogenannten gemischten Gemeinden, wo ein Teil der Bevölkerung katholisch blieb und ein Teil sich der reformierten Lehre anschloss. Heute (Stand 2000) gibt es 68 % evangelisch-reformierte und 19 % römisch-katholische Christen. Weitere 10 % der Bevölkerung sind heute konfessionslos. 2 % der Einwohnerschaft gab keine Auskunft zu ihrem Glaubensbekenntnis.

### Herkunft und Nationalität
Ende 2005 hatte die ehemalige Gemeinde 223 Bewohner. Von diesen waren 219 Schweizer Staatsangehörige und vier Zuwanderer. Bei der letzten Volkszählung waren 210 der Einwohner Schweizer Bürger – darunter elf Personen mit doppelter Staatsbürgerschaft. Die wenigen Zuwanderer kommen aus Deutschland, Italien, Belgien und Portugal.

## Politik
Gemeindepräsident war Andreas Wespi, später war er Vizepräsident der politischen Gemeinde Domleschg.

## Sehenswürdigkeiten
Unter Denkmalschutz stehen die katholische Pfarrkirche St. Andreas und die evangelisch-reformierte Dorfkirche.